# تحرک و جابجایی هوشمند
تحرک و جابجایی هوشمند (به انگلیسی:Smart mobility) به بسیاری از روش‌های حمل و نقل اشاره دارد.
- حمل‌ونقل عمومی (با زمان‌بندی و بهینه‌سازی مسیر، سفر بی‌وقفه و بلیط دیجیتال)
- به اشتراک گذاری خودرو (به انگلیسی:Carsharing)
- تحرک به عنوان یک خدمت (MaaS)
- حمل‌ونقل پاسخگو (MOD)[۷]
- سیستم‌های حمل و نقل خودمختار
- خدمات تحرک هوشمند در محموله، بار و لجستیک
- پهپادها و تحرک هوایی در ارتفاع پایین